# パケレット

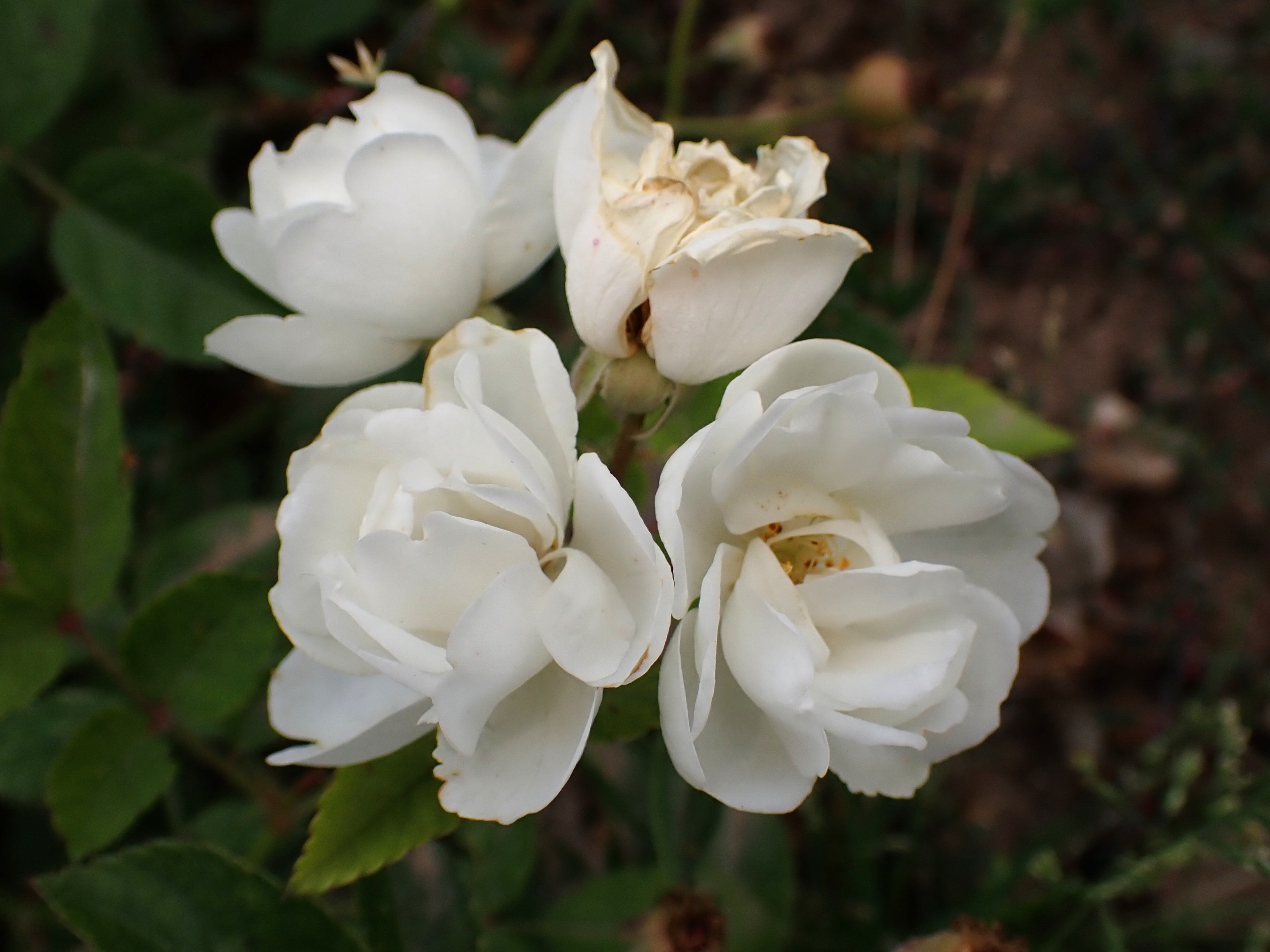
パケレット

パケレットは、バラの園芸品種の1つ。1875年にフランスのジャン・バティスト・ギヨーの農場で生まれた。一般に、最初のポリアンサ系のバラと言われている。
交配種についてははっきりしたことがわからない。フランスに輸入されたノイバラの種の2代目の実生からできたという説と、八重咲きのノイバラにチャイナ・ローズかティー・ローズが自然交雑したという2説がある。四季咲きの小輪の花をたくさん咲かせる。花の色は純白で、花径は3cm、半八重のカップ咲きになる。樹高は45cm程度。花にはわずかに香りがある。細い茎は赤みを帯びる。
ポリアンサ系の「ポリアンサ」という名前は「多花性」を意味し、ノイバラの学名の異称がRosa polyanthaだったことに由来する。ポリアンサは、この後耐寒性と花の大型化を目指して改良がおこなわれ、ポリアンサ・ハイブリッド系を経て、フロリバンダへ発展した。